# Patent sylwestrowy
Patent sylwestrowy – dokument wprowadzony przez Franciszka Józefa I 31 grudnia 1851 roku. Zastąpił on konstytucję Austrii z 1849 roku. Przywrócił władzę absolutną w ręce cesarza, a także ograniczał swobody obywatelskie, wolność słowa, stowarzyszeń i zgromadzeń. Potwierdzał uwłaszczenie chłopów. 